# DEFB105A
DEFB105A (англ. Defensin beta 105B) – білок, який кодується однойменним геном, розташованим у людей на короткому плечі 8-ї хромосоми. Довжина поліпептидного ланцюга білка становить 78 амінокислот, а молекулярна маса — 8 923.
| 10         |  | 20         |  | 30         |  | 40         |  | 50         |
| ---------- |  | ---------- |  | ---------- |  | ---------- |  | ---------- |
| MALIRKTFYF |  | LFAMFFILVQ |  | LPSGCQAGLD |  | FSQPFPSGEF |  | AVCESCKLGR |
| GKCRKECLEN |  | EKPDGNCRLN |  | FLCCRQRI   |  |            |  |            |

A: Аланін

C: Цистеїн

D: Аспарагінова кислота

E: Глутамінова кислота

F: Фенілаланін

G: Гліцин

I: Ізолейцин

K: Лізин

L: Лейцин

M: Метіонін

N: Аспарагін

P: Пролін

Q: Глутамін

R: Аргінін

S: Серин

T: Треонін

V: Валін

Кодований геном білок за функціями належить до антибіотиків, антимікробних білків. 
Секретований назовні.